# Mammillaria barbata
Mammillaria barbata (укр. Мамілярія барбата, Мамілярія бородата) — сукулентна рослина з роду мамілярія родини кактусових.

## Ареал
Ареал зростання розташований в Мексиці у штатах Чіуауа і Дуранго, на висоті від 1 800 до 2 550 метрів над рівнем моря.
Гант включив сюди ж і Mammillaria viridiflora, розширивши діапазон розповсюдження Mammillaria barbata до півдня США в Аризоні і Нью-Мексико.

## Морфологічний опис
Рослина одиночна або багато-стеблова, що формує щільні групи.
| Орган              | Опис |
| Коріння            | |
| Стебло             | від придушено-кулястого до коротко-циліндричного, з віком подовжується, 3-4 см в діаметрі. |
| Епідерміс          | |
| Маміли             | м'які, від кульових до циліндричних, без молочного соку. |
| Ареоли             | |
| Аксили             | голі. |
| Центральні колючки | 1-4 на дорослих рослинах, жорсткі, вертикальні, від коричневого до червонувато-коричневого або оранжево-коричневого відтінку, часто червоні у молодих рослин, довші і сильніші ніж радіальні колючки, до 20 мм завдовжки, 1-2 колючки з міцним гачком на кінці.                         |
| Радіальні колючки  | досить сильно змінюються за кількістю, від 16 до приблизно 25 або 30, і приблизно до 60 на дорослих рослинах, рідкі, тонкі, розташовані більше ніж в один ряд, більш схожі на волоски, від білуватого до жовтуватого відтінку, іноді з темнішими коричневими кінцями, завдовжки 6-8 мм. |
| Квіти              | світло-рожеві до жовтувато-рожевих або від оранжевого до коричнево-блідо-зеленого відтінку, часто з темнішими центральними прожилками на пелюстках, 15-30 мм завдовжки, трохи менше в діаметрі, зовнішні частини оцвітини — бахромчасті.                                                |
| Плоди              | довгасті, від зеленого до пурпурно-червоного до темно-тьмяно-червоного відтінку, досить великі, до 10 мм в діаметрі, але не такі великі як у Mammillaria wrightii. |
| Насіння            | темно-червонувато-коричневе. |

## Охоронні заходи
Mammillaria barbata входить до Червоного Списку Міжнародного Союзу Охорони Природи видів, з найменшим ризиком (LC).
Невідомо, чи є цей вид в яких-небудь природоохоронних територіях.
Охороняється Конвенцією про міжнародну торгівлю видами дикої фауни і флори, що перебувають під загрозою зникнення (CITES).